# Manuel María Suazo
Manuel María Suazo Martínez (también conocido como Lolo Suazo) nació el 10 de febrero de 1992 en la ciudad andaluza de Cádiz. Es un jugador español de fútbol sala que juega en el Palma Futsal en la posición de ala. Es internacional con las categorías inferiores de la selección española de fútbol sala con la que conquistó el europeo sub-21 de 2012.

## Trayectoria deportiva
Lolo Suazo ha sido formado como jugador de fútbol sala en la cantera de ElPozo Murcia y en la temporada 2012/2013 realizó su debut con el primer equipo.
Tras el debut en la 1.ª plantilla fue cedido en el mercado invernal de la temporada 2013/2014 al Montesinos Jumilla, donde permaneció jugando hasta final de temporada, en la cual marcó 16 goles en 11 partidos.
En la temporada 2014/2015 abandonó el Montesinos Jumilla para incorporarse cedido al Uruguay Tenerife de la primera división de la LNFS en el cual disputó 8 partidos marcando 13 goles. Durante el mercado invernal de esa temporada, el jugador andaluz abandonó el club canario para ser nuevamente cedido al Real Rieti de la primera división italiana de fútbol sala, donde marcó 9 goles desde el mes de diciembre hasta el final de la temporada 2013/2014.
Para la temporada 2014/2015 volvió a su club de origen, ElPozo Murcia, donde firmó una renovación de contrato para permanecer en el club murciano durante 2 temporadas bajo las órdenes del entrenador brasileño Eduardo Sao Thiago Lentz “Duda”. En 2016 fichó por el Palma Futsal.

## Palmarés
- Internacional Sub-21
- 1 Supercopa de España
- 3 Copa Presidente FFRM
- 2 Copa del Rey
- 1 Campeón Europa sub-21
- 2 Campeón liga nacional Juvenil
- 1 Campeón de España Juvenil
- 2 Subcampeonatos de liga nacional
- 4 Clasificado intercontinental (Estados Unidos)